# Ivane Dzjavachisjvili

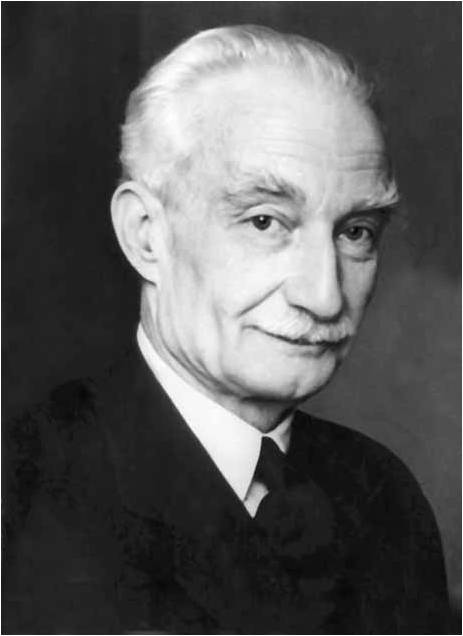
Ivane Dzjavachisjvili

Ivane Dzjavachisjvili (Georgisch: ივანე ჯავახიშვილი) (Tbilisi, 11 april 1876 – aldaar, 18 november 1940) was een Georgisch historicus wiens omvangrijke werk de moderne wetenschap van de geschiedenis en de cultuur van Georgië sterk heeft beïnvloed. Hij was ook een van de grondleggers van het Staatsuniversiteit van Tbilisi (1918) en de rector magnificus van 1919 tot 1926.
Dzjavachisjvili is auteur van meer dan 170 werken die te maken hebben met verschillende aspecten als politieke, culturele, sociale en economische geschiedenis van Georgië. Sinds het verschijnen van de eerste editie in 1908 is zijn belangrijkste werk, Een geschiedenis van de Georgische natie (kartveli eris istoria, volledig gepubliceerd tussen 1908 en 1949), een van de uitgebreidste en welsprekendste boeken over de Georgische geschiedenis gebleven.